# Cranio Randagio
Cranio Randagio, pseudonimo di Vittorio Andrei (Milano, 21 dicembre 1994 – Roma, 12 novembre 2016), è stato un rapper italiano.

## Biografia

### Primi anni
Vittorio nasce a Milano nel 1994 dall'attore, scrittore, regista e sceneggiatore Mario Andrei e da Carlotta Mattiello. Vittorio però vive i suoi primi anni a Roma e all'età di quindici anni, dopo la morte del padre (23 gennaio 2010), si trasferisce con la madre e i due fratelli a Brisbane, dove rimarrà per circa due anni. Tornato in Italia comincia il suo percorso musicale in un gruppo punk/rock, gli After92.

### Collaborazione con Dubeat
Terminata l'esperienza con il gruppo, inizia a scrivere testi rap da solista. Dopo la conoscenza con il producer Dubeat, l'8 gennaio 2013 pubblica il primo singolo Dispersione Solitaria. Sempre a gennaio inizia a lavorare al suo nuovo EP e quasi nove mesi dopo, il 22 settembre 2013 pubblica Mezzo vuoto - EP, il suo primo extended play composto da 6 tracce.
Contemporaneamente alla realizzazione del suo primo EP da solista, forma il duo Weed Runners con Dubeat e il 28 febbraio 2014 pubblica Weed Runners EP, composto da 8 tracce interamente prodotte da Dubeat stesso.
Nel 2015, dopo numerose collaborazioni con altri artisti, inizia la stesura del nuovo album. Pubblica così il 26 gennaio 2015 il primo estratto, Stay Stray, che diventerà l'ottava traccia dell'album. Quasi cinque mesi dopo, il 13 maggio 2015, esce il suo primo album in studio 06-02 Crescere, di 13 tracce.

### X Factor
Nel settembre 2015, spinto dalla madre, come egli dirà in seguito in Petrolio, partecipa al talent show X Factor 9. Superate le pre-selezioni e le audizioni passa alla terza fase dei provini. Arrivato ai Bootcamp, si esibisce con una versione da lui modificata di Adesso sono qui di Ghemon, venendo selezionato da Mika e passando così al turno successivo. In questa fase, denominata Homevisit, si esibisce con un remake di Fior Fiorello di Dargen D'Amico, ma non riceve, dai giudici, i voti necessari per passare alla fase finale. Dopo qualche settimana dall'eliminazione da X Factor, il 20 ottobre 2015, Cranio Randagio vince il premio del concorso Dallo Stornello al Rap organizzato da Elena Bonelli.

### Collaborazione con Squarta
Terminato X Factor, Cranio Randagio conosce il producer Squarta e inizia scrivere per quello che sarà il suo secondo album. Il brano estratto è Petrolio che viene pubblicato il 3 novembre 2015 e che riceverà il disco d'oro nel settembre 2019. Successivamente, il 17 marzo 2016, pubblica Love & Feelings, album contenente 7 brani, interamente prodotti da Squarta e Gabriele "Gabbo" Centofanti per Rugbeats Plus. Vittorio, il 10 giugno 2016, si laurea al SAE Institute di Milano e il 23 agosto dello stesso anno pubblica il singolo Estate / E sto qua, che inizialmente non avrebbe dovuto far parte di nessun album.

### Morte
Nella notte tra l'11 e il 12 novembre 2016, Vittorio perde la vita a una festa a casa di amici, a causa di un cocktail letale di droghe. Il 17 novembre 2016 nella quarta puntata di X Factor 10 viene trasmesso un tributo a Cranio Randagio, con una coreografia sulla base del suo brano Petrolio. Dopo due anni di indagini, la Procura di Roma, nel dicembre 2018, ha chiesto il processo per Francesco Manente, per la cessione delle droghe e per omicidio come conseguenza di un altro reato, e per due amici che lo avrebbero coperto.
Un'ulteriore perizia tossicologica chiesta dal GIP porterebbe a escludere che sia stato il crack o la cocaina la droga scatenante dell'overdose, perché assunta la sera prima della festa. Il nuovo accertamento potrebbe quindi condurre al proscioglimento di Francesco Manente, per il quale la Procura aveva chiesto il processo.

### Pubblicazioni postume
Un anno dopo la sua morte, il 12 novembre 2017, viene pubblicato sul canale YouTube di Cranio Randagio il videoclip del brano inedito Se solo potessi. Il 9 novembre 2018 viene pubblicato da Nar International l'album intitolato Come il re leone, contenente 8 brani di cui 6 inediti, grazie al lavoro della madre di Cranio Randagio e del team di Rugbeats e Honiro. L'album si avvale della collaborazione di Rancore, Gemello e Sergio Andrei; le produzioni dei brani sono curate da Squarta, Gabbo, Jeremy Buxton, Ill Coinquilino e D.Sigal. Come il re leone esordisce 29º nella Classifica FIMI degli album più venduti, rimanendo in classifica per due settimane.
Il 1º novembre 2019, tramite un video-documentario, viene annunciato l'ultimo singolo, Delusuoni - Remix, contemporaneamente a un'omonima raccolta, pubblicata il 12 novembre 2019, terzo anniversario della sua morte.

## Discografia

### Album
- 2015 – 06-02 Crescere
- 2016 – Love & Feelings
- 2018 – Come il re leone

### Raccolte
- 2019 – Delusuoni

### EP
- 2013 – Mezzo vuoto
- 2014 – Weed Runners (con Dubeat)

### Singoli
- 2013 – Dispersione solitaria
- 2013 – Heavyweight (prod.Fritz da Cat)
- 2013 – Pezzi di Cranio
- 2014 – If You Don't Understand
- 2014 – Quercia in faccia
- 2015 – Stay Stray
- 2015 – Petrolio
- 2016 – Estate / E sto qua
- 2016 – Kafka Freestyle
- 2017 – Se solo potessi
- 2019 – Delusuoni
- 2019 – Delusuoni - Remix

### Collaborazioni
- 2013 – Siem feat. Cranio Randagio - Killer élite
- 2014 – Unincognita feat. Cranio Randagio - Senza rancore (da Troppe incognite)
- 2014 – Estro Large feat. Cranio Randagio - Superstition (da Specchio rotto)
- 2014 – Ikke & Lil'Flame feat. Cranio Randagio - Non puoi manipolarmi (da Buon viso a cattivo gioco EP)
- 2014 – Loked feat. Cranio Randagio - Not Gonna Kill Us (da Una di queste sere)
- 2014 – Dubeat feat. Cranio Randagio - Dubeat Chronicles
- 2014 – Lil'Flame feat. Weed Runners - Like Old Times (da Golden Green Tape Vol.3)
- 2015 – Legend feat. Shiva, Cranio Randagio - Walking in the Rain (da L'urlo del taciturno)
- 2015 – Alien feat. Cranio Randagio - Mela marcia (da Frammenti EP)
- 2015 – GNT feat. Cranio Randagio - Jungle Massive (da La morte di Hope Mixtape Vol.1)
- 2016 – Sclero feat. Cranio Randagio - Onde (da Ali nere)
- 2016 – Shiva, Cranio Randagio, Bucha, Wazzy, Ticky B & Suerte - OSG15
- 2016 – Influenze Negative feat. Cranio Randagio - Luna (da III disco)
- 2016 – Influenze Negative feat. Cranio Randagio - Eclissi (da III disco)
- 2016 – Influenze Negative feat. Cranio Randagio - Molly (da Due di due)
- 2016 – Mirmo Riot feat. Cranio Randagio - Quel giorno (da Personale)
- 2016 – DADDi feat. Cranio Randagio, Dee Ell, Herz - Roma vs. Everybody (da DADDi vs Everybody)
- 2016 – Iron Mais feat. Cranio Randagio - Dark Beat (da Nausea)
- 2017 – Riccardo Inge feat. Cranio Randagio - Cosa resterà di noi (da Giorno di festa)
- 2017 – Shiva feat. Cranio Randagio, Parix - Inspiria (da Tempo anima)
- 2017 – Tucano feat. Cranio Randagio - Homeless (da Fuga della calma)
- 2018 – Siem feat. Cranio Randagio - Burqa